# Aarveengronden
Een aarveengrond is een bodemtype binnen het Nederlandse systeem van bodemclassificatie dat behoort tot de eerdveengronden. Het zijn weinig voorkomende gronden met een minstens 50 cm dikke veraarde bovengrond bestaande uit kleiig veen of venige klei. Zo'n dikke moerige eerdlaag wordt veelal aangetroffen op oud tuinbouwland. De bovengrond is zandig, wat veroorzaakt kan zijn door het ophogen van de grond.
In veel gevallen is de veraarde bovengrond dunner dan 50 cm en dan wordt de bodem geclassificeerd als een koopveengrond.
Aarveengronden komen lokaal voor in Noord- en Zuid-Holland. Daarnaast worden ze ook aangetroffen op tuinbouwgronden in droogmakerijen.

## Etymologie
De naam van deze gronden is afgeleid van plaatsnamen met 'aar', zoals Ter Aar, in het gebied waar ze worden aangetroffen.

## Schematische profielbeschrijving
De onderstaande tabel omvat een schematische uiteenzetting van het bodemprofiel van een aarveengrond.
| Horizont | Diepte    | Omschrijving                                                                |
| -------- | --------- | --------------------------------------------------------------------------- |
| Aap      | 0–40 cm   | bouwvoor; zeer donkerbruine goed veraarde, venige klei met veel zandkorrels |
| Aa       | 40–65 cm  | zeer donkerbruine venige klei met zandkorrels                               |
| 2C       | 65–85 cm  | zeer donkerbruin matig verweerd zeggeveen                                   |
| 2Cr      | 85–110 cm | donkerbruin gereduceerd rietzeggeveen                                       |